# Самосдельська сільська рада
Самосдельська сільська рада (рос. Самосдельский сельский совет) — муніципальне утворення у складі Камизяцького району Астраханської області, Російська Федерація. Адміністративний центр — село Самосделка.

## Географічне положення
Сільська рада розташована у крайній західній частині району, межуючи із Ікрянинським районом. Територією сільради протікають Волга та її протоки Коклюй, Полднева, Караколь, Новостанка, Старий Іванчуг та Гандуріно.

## Історія

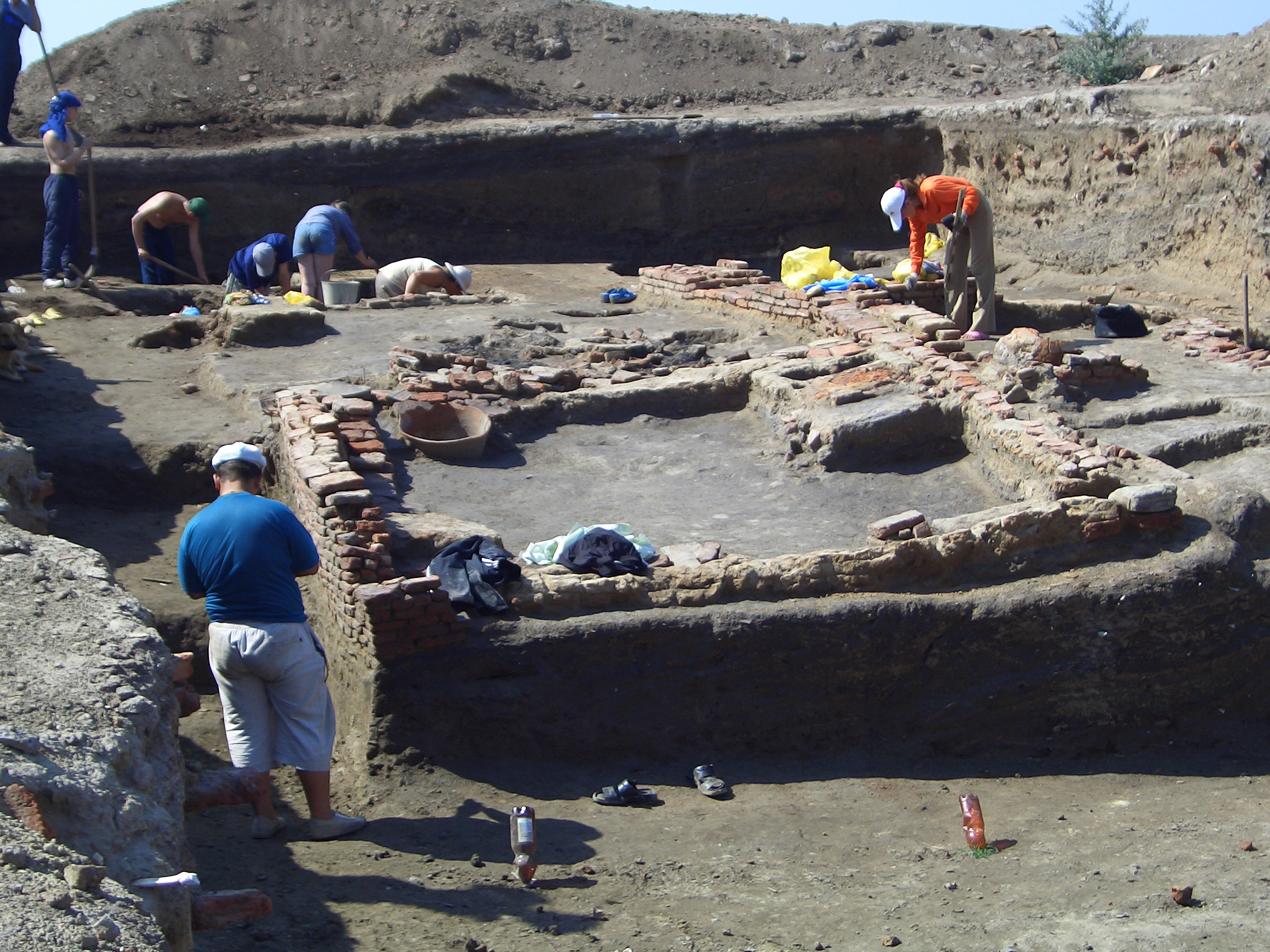
Розкопки на Самосдельському городищі

На території сільради досліджується древнє Самосдельське городище 9-10 століть.
Сільрада була утворена 1920 року з колишньої Самосдельської волості (з 1918 року) Астраханського повіту. Входила до складу Чаганської волості. З ліквідацією волостей та переходу на райони 1925 року сільрада увійшла до складу Ікрянинського, а 1927 року — до Камизяцького району.

## Населення
Населення — 1692 особи (2010).
Національний склад:
- росіяни — 1229
- казахи — 206
- чеченці — 108
- узбеки — 58
- даргинці — 21
- вірмени — 14
- азербайджанці та киргизи — по 10
- естонці — 9
- українці — 7
- корейці — 5
- татари та кумики — по 3
- осетини та чуваші — по 2
- молдовани, індуси, мордовці, німці та якути — по 1

## Склад
До складу сільради входять такі населені пункти:
| Населений пункт       | Населення, осіб (2010) |
| --------------------- | ---------------------- |
| Аршин, селище         | 44                     |
| Качкаринський, селище | 177                    |
| Олексієвка, село      | 201                    |
| Самосделка, село      | 1240                   |
| Форпост, селище       | 30                     |

## Господарство
Провідною галуззю господарства виступає сільське господарство. Тваринництво займається розведенням великої рогатої худоби, овець, кіз, коней та птахів. Відповідно основною продукцією виступають м'ясо, молоко, шерсть та яйця. Рослинництво займається вирощуванням овочів, зернових та картоплі. У сільраді розвинено рибальство.
Серед закладів соціальної сфери у сільраді діють лікарська амбулаторія, дитячий садок, середня школа, будиное культури, сільська бібліотека. Діють також 8 магазинів. Серед релігійних закладів — храм Блаженної Мотрони Московської.
Транспорт у сільраді представлений автомобільною дорогою-під'їздом від траси Астрахань — Образцово-Травіно, а також судноплавними протоками Волги.